# Videm, Italija
Videm (tudi Viden; furlansko Udin, italijansko Udine, nemško Weiden, latinsko Utinum) je z več vidikov najpomembnejše mesto v zgodovinski regiji Furlaniji. Leži v središču italijanske dežele Furlanija - Julijska krajina, na severovzhodu Italije. Je administrativno središče Enote deželne decentralizacije Videm (nekdanje Videmske pokrajine), ozemeljsko in številčno največje oziroma osrednje pokrajine te dežele. Ima približno 100.000 prebivalcev. 
Največje mesto Furlanije in drugo največje mesto v deželi (za Trstom) leži na prodni ravnini (na severnem robu Furlanske nižine) med Alpami in Jadranskim morjem, v zračni črti le okoli 15 kilometrov zahodno od slovenske državne meje oz. slovenskega poselitvenega ozemlja. Zaradi središčne lege je pomembno cestno in železniško križišče, gospodarsko, kulturno, izobraževalno in cerkveno središče Furlanije. Po oceni živi v Vidmu in bližnji okolici več kot 2000 prebivalcev slovenskega rodu, ki so se naselili sem bodisi neposredno iz Beneške Slovenije ali kot povratniki iz drugih migrantskih okolij v Evropi.

## Zgodovina
Videm je bil zgodovinsko pomemben kot prva večja naseljena točka na južni strani Julijskih Alp in kot tak izhodišče za pot v Beljak preko Tablje ali Trbiža. V času Rimskega imperija je Videm ležal na prometnici Via Julia Augusta, kljub temu pa ni najti sledi zasedbe. Sicer je dokumentiran leta 983, ko se je začel razvijati zaradi zatona Ogleja, enega pomembnejših mest v Rimskem imperiju. V tridesetih letih 13. stoletja (1238) je bil v Videm iz Ogleja prestavljen sedež Oglejskega patriarhata, kar je dalo naselju nov pomen tudi z gospodarskega stališča. Leta 1420 je Videm postal del Beneške republike vse do leta 1797, ko je Napoleon Bonaparte slednjo razpustil, del njenega ozemlja pa s pogodbo iz Campoformia priključil Avstriji. V Italijansko kraljestvo je bilo mesto vključeno 1866.
Ob ukinitvi Oglejskega patriarhata sredi 18. stoletja je bila ustanovljena Nadškofija Videm za beneški del njegovega ozemlja, Goriška nadškofija pa za avstrijskega.

## Gospodarstvo
Videm je gospodarsko pomemben kot mestno središče pokrajine, znane po izdelovanju pohištva. Zraven tega mesto premore še železarsko in mehanično industrijo.

## Šolstvo in izobraževanje
V mestu je od 1978 sedež druge univerze v deželi, univerze Università degli studi di Udine. V Vidmu je tudi Mednarodni center strojništva. 

## Kultura
Kulturni pomen mesta zaznamujejo tudi nekatera pomembna slikarska dela v škofovski palači in mestnem muzeju, pa tudi dejavnosti Mladinskega gledališča Videm.